# Закурове
Закурове (пол. Zakurowie) — село в Польщі, у гміні Русець Белхатовського повіту Лодзинського воєводства.
Населення — 139 осіб (2011).
У 1975-1998 роках село належало до Серадзького воєводства.

## Демографія
Демографічна структура станом на 31 березня 2011 року:
|          | Загалом | Допрацездатний вік | Працездатний вік | Постпрацездатний вік |
| -------- | ------- | ------------------ | ---------------- | -------------------- |
| Чоловіки | 66      | 8                  | 44               | 14                   |
| Жінки    | 73      | 10                 | 35               | 28                   |
| Разом    | 139     | 18                 | 79               | 42                   |